# 増強
| ウィキペディアには「増強」という見出しの百科事典記事はありません（タイトルに「増強」を含むページの一覧/「増強」で始まるページの一覧）。 代わりにウィクショナリーのページ「増強」が役に立つかもしれません。 |